# داغني بيرغر
داغني بيرغر (بالنرويجية البوكمول: Dagny Berger)‏ هي طيارة نرويجية، ولدت في 16 سبتمبر 1903، وتوفيت في 10 مايو 1950.